# 阿利拉傑普爾縣
阿利拉傑普爾縣是印度的一個縣，位於該國中部，由中央邦負責管轄，面積2,165平方公里，識字率為37.22%，2011年人口728,677，人口密度每平方公里337人。
22°18′18″N 74°21′36″E / 22.30500°N 74.36000°E